# روجر ستريكلاند (كرة سلة)
روجر ستريكلاند (بالإنجليزية: Roger Strickland)‏ مواليد 4 سبتمبر 1940 في جاكسونفيل - الوفاة 2 فبراير 2011، كان لاعب كرة سلة أمريكي. بدأ مسيرته الاحترافية في سنة 1963. تم اختياره من قبل فريق لوس أنجلوس ليكرز خلال الدرافت. حمل الرقم 16. بلغ طوله 6 قدم 5 بوصة (2.0 م). اعتزل اللعب في 1964.

## روابط خارجية
- روجر ستريكلاند على موقع إن بي أي (الإنجليزية)
- روجر ستريكلاند على موقع سبورتس رفرنس (الإنجليزية)
- روجر ستريكلاند على موقع كلية كرة السلة في سبورتس رفرنس.كوم (الإنجليزية)
- روجر ستريكلاند على موقع ريلجم (الإنجليزية)
- روجر ستريكلاند على موقع بروبوليرز (الإنجليزية)
- روجر ستريكلاند على موقع قاعة فلوريدا للمشاهير الرياضية (الإنجليزية)